# Красный Партизан (Тихорецкий район)
Кра́сный Партиза́н — хутор в Тихорецком районе Краснодарского края России.
Входит в состав Алексеевского сельского поселения.

## Население
| 2002 | 2010 |
| ---- | ---- |
| 59   | ↘36  |

## Улицы
На хуторе имеется одна улица — Горького.